# مارزيو بروسيجين
مارزيو بروسيجين (بالإيطالية: Marzio Bruseghin)‏ (و. 1974  م) هو راكب دراجة هوائية إيطالي، ولد في كونيليانو، شارك في طواف إسبانيا، وطواف فرنسا، والألعاب الأولمبية الصيفية 2008.

## سجل الفوز

### سباقات أو مراحل فاز بها
| التاريخ        | السباق                   | المركز                                              |
| -------------- | ------------------------ | --------------------------------------------------- |
| 01 يناير 2001  | طواف إيطاليا 2001        | العاشر في تصنيف الجبال، المرتبة 16 في التصنيف العام |
| 16 يونيو 2002  | سباق دوفين للدراجات 2002 | الثامن في التصنيف العام                             |
| 01 يناير 2003  | طواف إيطاليا 2003        | المرتبة 22 في التصنيف العام، السابع في تصنيف الجبال |
| 01 يناير 2005  | طواف إيطاليا 2005        | التاسع في التصنيف العام                             |
| 12 يونيو 2005  | سباق دوفين للدراجات 2005 | الثامن في التصنيف العام                             |
| 28 مايو 2006   | طواف إيطاليا 2006        | المرتبة 25 في التصنيف العام، التاسع في تصنيف الجبال |
| 23 يوليو 2006  | سباق طواف فرنسا 2006     | المرتبة 18 في التصنيف العام                         |
| 09 أغسطس 2006  | دويتشلاند تور 2006       | السادس في التصنيف العام                             |
| 10 سبتمبر 2006 | طواف بولندا 2006         | التاسع في التصنيف العام                             |
| 03 يونيو 2007  | طواف إيطاليا 2007        | العاشر في تصنيف الجبال، الثامن في التصنيف العام     |
| 24 يونيو 2007  | طواف سويسرا 2007         | الثالث في تصنيف الجبال                              |

## روابط خارجية
- مارزيو بروسيجين على موقع ميوزك برينز (الإنجليزية)
- مارزيو بروسيجين على موقع الاتحاد الدولي للدراجات (الإنجليزية)
- مارزيو بروسيجين على موقع أرشيف الدراجات (الإنجليزية)
- مارزيو بروسيجين على موقع إحصائيات الدراجات الإحترافية (الإنجليزية)
- مارزيو بروسيجين على موقع نسبة الدراجات (الإنجليزية)
- مارزيو بروسيجين على موقع CycleBase (الإنجليزية)
- مارزيو بروسيجين على موقع أوليمبيديا (الإنجليزية)